# Couverture (renseignement)
Pour les articles homonymes, voir Couverture.
Dans les domaines de la police et du renseignement, une couverture est une activité destinée à masquer les fonctions réelles d'un officier traitant. Ce dernier peut ainsi s'adonner à ses activités qui peuvent être, selon la couverture, le recrutement et le traitement de sources (dits agents) sans attirer l'attention de son environnement, à s'insérer dans un pays étranger, travailler pour une organisation d'intérêt, ou encore, en ce qui concerne la police, pénétrer un réseau criminel afin d'y collecter des informations et éventuellement surprendre un flagrant délit.

## Couverture légère
Une couverture peut être légère, se composant par exemple uniquement :
- d'un simple objet attestant d'une profession (par exemple, une tenue d'électricien pour poser une écoute téléphonique) ;
- d'une fausse identité avec les papiers s'y rapportant (carte d'identité, passeport).

## Couverture diplomatique
En ce qui concerne les officiers traitants, une couverture à l'étranger peut être une fonction officielle dans une ambassade ou un organisme rattaché ; on parle alors de couverture diplomatique en France, d’official cover aux Etats-Unis, ou encore d’agent légal en Russie.
Ces espions ne peuvent être poursuivis pour espionnage si leurs activités venaient à être découvertes car, en tant que diplomates, ils sont protégés par la Convention de Vienne sur les relations diplomatiques. La sanction sera simplement d'être déclaré persona non grata et expulsé.

## Couverture non officielle
Il est parfois nécessaire d'inventer totalement une vie, avec une fausse biographie complète, appuyée par des faux documents et au besoin l'intervention des services officiels pour la crédibiliser (fausse arrestation, fuite d'information orchestrée). On parle alors de Non-Official Cover (Etats-Unis) et d'[agents] illégaux (Russie - nielegal).
Une telle couverture est à l'occasion appelée une légende.
Ces techniques sont habituellement associées aux services de renseignement et à certains départements spécialisés de la police et des douanes. Ces derniers possèdent parfois des antennes, elles-mêmes couvertes par une couverture (société d'études, mission diplomatique), et qui fournissent des éléments de couverture aux agents.

## Exemples de techniques utilisées
- Pour les individus dans le monde du crime , les exemples ci dessous utilisé par les agents double sont les modes opératoires les plus communs :
- Une opération de filature peut prendre plusieurs années à peaufiner , une ancienne connaissance peut en réalité etre un agent double depuis le debut
- Un ancien ami ou connaissance qui reprend subitement contact avec un individu  et avec qui ils sont plus souvent ensemble
- L’achat ou l’echange de produits ou services du sujet est l’un des signes les plus révélateurs
- Le questionnement sur des aspects personnels de la vie d’un criminel
- Rentrer dans le cercle de l’individu sans soulever aucun doute (cercle amical ,cercles familial dans certains cas rare)
- Pour ne pas attirer de doutes , les agents prétendent généralement habiter dans un secteur éloignée pour ne pas vous faire rentrer dans leur cercle